# 都丸椋太
都丸 椋太（とまる りょうた、1995年3月1日 - ）は、日本の作曲家、編曲家。Elements Garden所属。

## 略歴
幼少の頃にピアノをやっており、メタルやフュージョン等のさまざまな音楽を聴き、自分でも作ってみたいと作曲の道に進む。専門学校2年の時、公募を知り受けた。2015年よりElements Gardenに参加。座右の銘は、「一期一会」。

## 主な提供作品
あほの坂田。
- 27ページ、書きかけの小説。（編曲）

綾野ましろ
- Reason Flies（編曲）

佐藤ひろ美
- なんてね 89（作曲・編曲、PCゲーム『ラムネ2』OP主題歌）

道明寺ここあ
- Horizon（作曲・編曲）

Faylan
- 艶麗ブラックアウト（作曲・編曲、PCゲーム『幕末尽忠報国烈士伝 MIBURO』OP主題歌）

松下玲緒菜
- 漫画みたいに恋したい（作曲・編曲）

吉七味。
- 圧倒的 Vivid Days （作曲・編曲、TVアニメ『賢者の孫』ED主題歌）
- Nexus×Heart（作曲・編曲）

VESPERBELL
- To The World（作曲・編曲）

### アニメ・ゲームソング関連
蒼の彼方のフォーリズム
- Four Rhythm For Dream（編曲）
- Re:Start ～明日への一歩～（編曲）
- Twilight Rhythm -夕焼けと音楽室-（編曲）

ヴィジュアルプリズン
- 玉座のGEMINI（編曲、挿入歌）
- ROYAL CROWN（編曲）

うたの☆プリンスさまっ♪関連
- 絶対的★N・A・G・I（作曲・編曲）
- 熱愛中BANG×BANG×BANG!（編曲）
- ☆（ステラ）light ☆（ステラ）night（編曲）
- Fall on me（作曲・編曲）
- Steward Dance（作曲・編曲）
- 黎明drops（作曲・編曲）
- Morning in the sky（作曲）
- Welcome to UTA☆PRI KINGDOM!!（編曲、アニメ『劇場版 うたの☆プリンスさまっ♪マジLOVEキングダム』アンコール曲）

GHOST CONCERT
- Gunshot FEVER（編曲）
- Desert Moon Desire（編曲）

戦姫絶唱シンフォギア関連
- 死灯 -エイヴィヒカイト-（菊田大介と共編曲）
- 未完成愛Mapputtsu!（編曲）
- はっぴーばーすでーのうた（編曲）
- 光槍・ガングニール（編曲）
- 五線譜のサンクチュアリ（作編曲）

BanG Dream! オリジナル曲
- Be shine, shining!（編曲）
- Y.O.L.O!!!!!（編曲）
- 天下トーイツ A to Z☆（作曲・編曲）
- COMIC PANIC!!!（作曲・編曲）
- ひとりじゃないんだから（作曲・編曲）
- Home Street」（作曲・編曲）[3]
- にこ×にこ=ハイパースマイルパワー!（作曲・編曲）
- ON YOUR MARK（編曲）
- Easy come, Easy go!（作曲・編曲）
- ゆめゆめグラデーション（作曲・編曲）
- Winking☆Cheer（作曲・編曲）
- えがお、み～っけた!（作曲・編曲）
- SENSENFUKOKU（作曲・編曲）
- Domination to world（作曲・編曲）
- overtuRe（作曲・編曲、劇場版『BanG Dream! Episode of Roselia I : 約束』ED主題歌）
- 夏に閉じ込めて（作曲・編曲）
- パッパレ☆人生!バーン万歳!（編曲）
- CATASTROPHE BANQUET（作曲・編曲）

BanG Dream! カバー曲
- 光るなら（加納望と共編曲）
- アスノヨゾラ哨戒班（編曲）
- READY STEADY GO（編曲）
- secret base 〜君がくれたもの〜（宮崎京一と共編曲）
- ふわふわ時間（編曲）
- 魂のルフラン（加納望と共編曲）
- ETERNAL BLAZE（加納望と共編曲）
- いーあるふぁんくらぶ（宮崎京一と共編曲）
- DAYS（編曲）
- Redo（編曲）
- 深愛（編曲）
- only my railgun（編曲）
- 瞬間センチメンタル（編曲）
- プライド革命（編曲）
- This game（編曲）
- 天ノ弱（編曲）
- 六兆年と一夜物語（編曲）
- 夜行性ハイズ（編曲）
- ロキ（川渕龍成と共編曲）
- ドレミファロンド（編曲）
- 甲賀忍法帖（編曲）
- 空色デイズ（加納望と共編曲）
- ノスタルジックレインフォール（櫻澤ヒカルと共編曲）
- 夜に駆ける（編曲）
- シルエット（宮崎京一と共編曲）
- Shangri-La（編曲）
- ドリームパレード（宮崎京一と共編曲）
- 太陽曰く燃えよカオス（編曲）
- Hacking to the Gate（加納望と共編曲）
- Butter-Fly（加納望と共編曲）
- Alchemy（加納望と共編曲）
- シュガーソングとビターステップ（宮崎京一と共編曲）
- そばかす（宮崎京一と共編曲）
- Little Busters!（加納望と共編曲）
- 正解はひとつ!じゃない!!
- 天体観測（編曲）
- MOON PRIDE（宮崎京一と共編曲）
- ハッピーサマーウェディング（宮崎京一と共編曲）
- 紅蓮の弓矢（編曲）
- God knows…（編曲）
- great escape（編曲）
- ひまわりの約束（編曲）
- The Everlasting Guilty Crown（編曲）
- Red Fraction（編曲）
- Crow Song（編曲）
- エクストラ・マジック・アワー（編曲）
- らしさ（編曲）
- アイのシナリオ（編曲）
- ファティマ（編曲）
- コレカラ（編曲）
- Stay Alive（編曲）
- 全力少年（川渕龍成と共編曲）
- セツナトリップ（編曲）
- DANCE!おジャ魔女（編曲）
- Keep the Heat and Fire Yourself Up（編曲）

チュウニズム
- Ever green Never end（作曲・編曲）
- Get a Life！（作曲・編曲）

Z/X Code reunion
- ガール・ミーツ・ガール（作曲・編曲、ED主題歌）

ReVdol!
- World of the happiness!（作曲・編曲）

## 音楽担当作品

### アニメ
- キミと僕の最後の戦場、あるいは世界が始まる聖戦（2020年） - 岩橋星実、藤永龍太郎との共作
- 失格紋の最強賢者（2022年） - 岩橋星実、藤田淳平との共作
- 冒険者になりたいと都に出て行った娘がSランクになってた（2023年） - 藤間仁との共作

### ゲーム
- ファイナルファンタジー ブレイブエクスヴィアス（2015年） - 上松範康、藤田淳平、藤間仁との共作
- はるるみなもに!（2017年） - 末益涼太との共作
- 刀剣乱舞-ONLINE-（2018年） - ZIZZ STUDIO、志方あきこ、母里治樹との共作
- WAR OF THE VISIONS ファイナルファンタジー ブレイブエクスヴィアス 幻影戦争（2019年） - 上松範康、藤田淳平、藤間仁、近藤世真との共作